# Франтішек Кржижик
Франтішек Кржи́жик (чеськ. František Křižík, 8 липня 1847, Планіце, Австрійська імперія — 22 січня 1941, Стадлець, Чехословаччина) — чеський електротехнік, винахідник і підриємець. Керував спорудженням першої в Чехії електростанції в місті Жижкові, що була споруджена 1888 року.

## Біографія
Вчився в Празькому політехнічному інституті. 1873 року створив оригінальну систему залізничної сигналізації і блокування. 1880 року винайшов диференціальну електричну дугову лампу і автоматичний регулятор до неї. Керував споружденням трамвайної колії у Празі, що була введена в дію 1891 року, а також — будівництвом міжміської електричної залізниці Табор — Бехіне, що була введена в дію 1903 року. Розробив моторний вагон з тяговим електродвигуном KkStB 40.0 для Ц.к. Австрійської Державної залізниці (1902–1903).
1894 він спроектував освітлений кольоровими лампами музичний фонтан — одну з найпопулярніших атракцій на Загальній краєвій виставці у Львові.